# 任環
任環（1519年—1558年），字应乾，號復庵，山西省潞安府長治縣人，明代政治人物。

## 生平
由府學增廣生中式嘉靖十九年（1540年）庚子科山西鄉試第六十一名舉人，年二十六歲中式嘉靖二十三年（1544年）甲辰科會試第二百七十一名，第三甲第二十九名進士。二十四年授任北直隶广平知县，后調沙河县，丁父憂歸。二十九年起補滑县知县，三十年升苏州府同知，嘉靖三十四年（1555年）率部大破倭寇，擢山東按察司僉事，整飭蘇、松二府兵備，以御倭功，官至山东布政使司右参政兼副使、整飭蘇松兵備。丁嫡母張夫人憂，嘉靖三十七年病卒，年四十，贈光禄寺卿。著作有《山海漫谈》。

## 家族
曾祖任增；祖任仕能；父任翱；嫡母張氏；生母趙氏。具慶下，妻吳氏，兄琦（醫官）。

## 外部連結
- 任環 （页面存档备份，存于） 中研院史語所

| 官衔        | 官衔                         | 官衔        |
| ----------- | ---------------------------- | ----------- |
| 前任： 張瑗 | 明朝沙河縣知縣 1545年—1548年 | 繼任： 趙鑰 |